# Hieracium bastrerianum
Hieracium bastrerianum es una especie de planta con flor del género Hieracium, de la familia Asteraceae, orden Asterales.

## Distribución
Hieracium bastrerianum se distribuye por Francia e Italia.

## Taxonomía
Fue descrita científicamente por Zahn. Fue publicada en E. Burnat, Hierac. Alp. Mar.: 340 (1916).